# 淀江インターチェンジ
淀江インターチェンジ（よどえインターチェンジ）は、鳥取県西伯郡大山町安原の、山陰自動車道上にあるインターチェンジ。名和・淀江道路と米子道路の境界点となっている。

## 道路
- E9 山陰自動車道（15番）

## 歴史
- 1998年3月20日 : 米子道路当IC - 米子東IC間の供用開始により淀江大山ICとして開業。
- 2007年9月29日 : 名和・淀江道路当IC - 大山IC開通。同時に淀江ICに改称。

## 接続する道路

### 直接接続
- 鳥取県道242号大山淀江インター線
- 鳥取県道279号淀江インター線

### 間接接続
- 国道9号

## 料金所
無料区間のためなし
かつては有料区間だったため料金所があったが、無料開放後に計画がトランペット型からダイヤモンド型に見直され、出入口が移設された。また、ICの北側にあった料金所敷地は、建物を含めて国土交通省中国地方整備局倉吉河川国道事務所 羽合国道維持出張所西部分室に転用された。

## 周辺
- 妻木晩田遺跡
- 鳥取県立米子白鳳高等学校
- JR淀江駅

## 隣
E9 山陰自動車道
(14) 大山IC - (15) 淀江IC - (16) 米子東IC